# 2691 Sersic
2691 Sersic este un asteroid din centura principală, descoperit pe 18 mai 1974 de Felix Aguilar Obs..